# بوبي غليني
بوبي غليني (بالإنجليزية: Bobby Glennie)‏ (2 أكتوبر 1957 بدندي في المملكة المتحدة - ) هو مدرب كرة قدم ولاعب كرة قدم بريطاني في مركزي قلب الدفاع والدفاع. لعب مع ريث روفرز ونادي أبردين ونادي دندي ونادي اربوراث وفورفار أثلتيك ‏.